# ГП-5 (радиолампа)

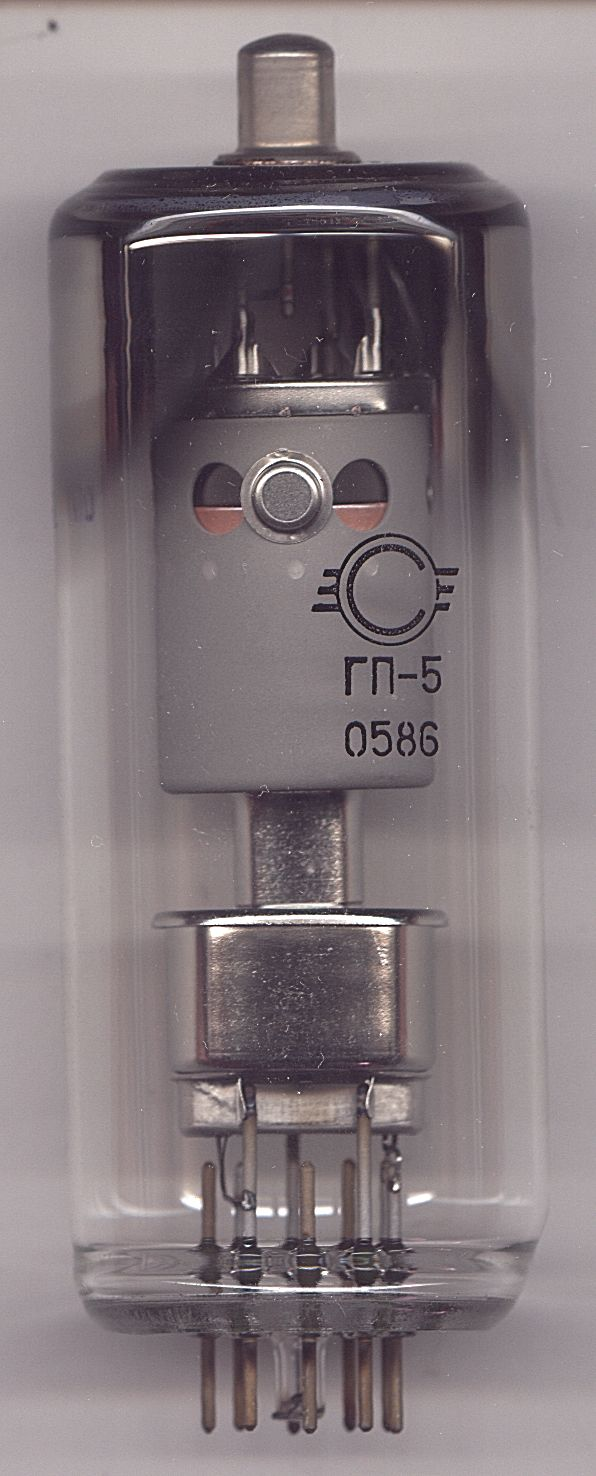
радиолампа ГП-5

ГП-5 — радиолампа, высоковольтный регулирующий триод. Использовался в советских цветных телевизорах поколения «701-710» (УЛПЦТ(И)), выпускавшихя с начала до конца 1970-х годов. В поздних версиях УЛПЦТ (модели 711 и далее) использование ГП-5 прекращено в связи с переходом на умножитель как источник анодного напряжения.
Существует миф о том, что данная лампа является мощным источником рентгеновского излучения. Как выяснилось в ходе экспериментов, лампа выдаёт слабое рентгеновское излучение при анодных напряжениях, значительно превышающих номинальное. При номинальном анодном напряжении в исправном телевизоре она вообще не излучает рентгеновского излучения.

## Описание
ГП-5 — радиолампа-триод (ЭВП), с выведенным в верхнюю часть баллона лампы контактом анода, размером чуть меньше современной банки 0,33 л от напитка.
ГП-5 способна выдерживать анодное напряжение свыше 25 кВ и рассеивать мощность свыше 25—30 Вт, что по советской номенклатуре переводило лампу из разряда общего назначения в разряд генераторных. Этим объясняется отличие названия «ГП-5» от обычной советской номенклатуры ламп вида ВольтыНакала-ТипЛампы-КодМодели-ТипКорпуса.

### Некоторые параметры
Номинальное напряжение на аноде — 30 кВ (в отсутствии накала до 40 кВ). Напряжение накала номинальное — 6,3 В, максимально допустимое — 6.9 В. Ток анода — 1,3 мА. Напряжение запирания на сетке — −20 В. Входное сопротивление — 1 МОм. Заявленная долговечность — 1500 часов работы.
Во время работы баллон ГП-5 разогревается до 250 °C, что делает лампу особо пожароопасной; ГП-5 являлась распространенной причиной возгорания ламповых телевизоров в прошлом, также, высокая температура штырьков часто приводила к самопроизвольному отпаиванию проводов от панельки, что могло привести в некоторых случаях к серьёзной поломке телевизора.

## Использование
Схема выходного каскада строчной развёртки в первом поколении УЛПЦТ использовала высоковольтную повышающую обмотку и кенотрон для питания второго анода кинескопа. Масочный трёхлучевой кинескоп требовал большего напряжения и тока, чем однолучевой кинескоп чёрно-белого телевизора с таким же размером экрана, так как около 80-85 % электронов задерживались маской. Большой, по сравнению с ч/б кинескопами, ток лучей (1000 мкА против 180 мкА), приводил к заметному падению напряжения на кенотроне и повышающей обмотке (большие паразитные ёмкости из-за большого количества витков и т. д.). При этом изменения средней яркости изображения приводили к изменению напряжения второго анода. Для того, чтобы избежать этого явления, использовался параллельный стабилизатор, по принципу работы аналогичный параметрическому стабилизатору на полупроводниковом или газонаполненном стабилитроне, с той разницей, что триодом можно было управлять, изменяя напряжение на сетке. Это использовалось для коррекции фактической величины напряжения, что давало возможность не только поддерживать примерно постоянным ток, потребляемый высоковольтными цепями, но и компенсировать, например, преднамеренные изменения амплитуды, необходимые для коррекции растра у кинескопа с углом отклонения 90 градусов — пилообразный ток был промодулирован по параболическому закону.
Контур регулирования анодного напряжения и использовал лампу ГП-5, анод которой был подключен к анодному проводу кинескопа, а катод был заземлён. Регулировкой напряжения на сетке лампы регулировался текущий через неё ток, а сумма токов через кинескоп и через лампу была примерно постоянной, что поддерживало постоянство напряжения.
Таким образом, напряжение на лампе было равно анодному (25 кВ), а текущий через неё ток был одного порядка с током луча кинескопа, то есть около 1 мА при передаче тёмных изображений. Это приводило к рассеянию 25-30 Вт на лампе.
Выходной каскад строчной развёртки УЛПЦТ находился с правой (если смотреть сзади со стороны снятой крышки) стороны корпуса в клетке. Клетка делилась на несколько отсеков, в которых находились ТВС с кенотроном, лампа демпферного диода, лампа выходного ключа и ГП-5. ГП-5 размещалась в отдельном отсеке клетки.

## Недостатки
Источник тепла в 25-30 Вт (почти настольная лампа или паяльник), расположенный вверху корпуса, сильно увеличивал пожароопасность телевизора, место расположения лампы значительно нагревалось.
В случае, когда ГП-5 теряла эмиссию («садилась»), регулировка анодного напряжения сбивалась и напряжение повышалось. Это приводило к сужению размера изображения и необходимости регулировать развёртку заново.